# Font Grossa (l'Estany)
La Font Grossa és una obra de l'Estany (Moianès) protegida com a Bé Cultural d'Interès Local.

## Descripció
La font grossa és una surgència natural d'aigua, situada al costat de llevant del torrent de l'Estany, al marge de la finca del molí del Grau. La font és anterior a 1946. Trobem un mur de contenció de terres que protegeix una petita mina, amb una canalització metàl·lica que aboca aigua en un recipient de pedra.
Trobem un mur de contenció de terres de paredat, d'uns 3m d'alçada, fet de pedres irregulars. La canalització està protegida desemboca en un recipient de pedra i està protegida per un arc de mig punt.
En un nivell lleugerament superior al de la font on hi ha una taula i bancs de pedra. S'accedeix a la font creuant la riera per sobre d'una llosa.

## Història
La única referència documental coneguda fins ara correspon a la llosa de pedra amb la inscripció "Font Grossa reconstruïda pel Dr. Josep M Vilardell l'any 1946", conservada al costat de la font. A mitjan segle XX el metge barceloní Josep Maria Vilardell adqurí la finca adjacent al molí del Grau i va fer restaurar la font.